# 妙寿寺 (世田谷区)
妙寿寺（みょうじゅじ）は、東京都世田谷区北烏山にある寺院。法華宗（本門流）に属し、当初は「妙感寺」と号した。大本山妙蓮寺末。創建当時は江戸谷中にあり、1662年（寛文2年）に武蔵国葛飾郡猿江村に移転した後に関東大震災により当地に再移転した。妙寿寺は、通称「烏山寺町」と呼ばれる26の寺院が立ち並ぶ地域に最初に移転した寺院の1つである。2008年（平成20年）には、妙寿寺客殿（旧蓮池藩鍋島家住宅）が世田谷区指定有形文化財となっている。

## 歴史
妙寿寺の歴史は、江戸時代の寛永8年（1631年）に始まっている。創建は本光院日受（後に鷲山寺16世となる、慶安元年7月28日寂）で、当初は「妙感寺」と号した。創建当時は江戸谷中清水町（現在の台東区池之端）にあったが、1662年（寛文2年）に寺地が寛永寺の火除用地として幕府から上地を命ぜられた。
2世の信入院日崇（後に妙蓮寺第3中興20世となる、元禄2年2月4日寂）は学識と人徳を備えた高僧として知られ、その人柄に惹かれて帰依する信徒が多かったと伝わる。日崇は檀家の人々と協力して、武蔵国葛飾郡猿江村（現在の江東区猿江）に寺を移転した。移転に際して寺の名を「妙情寺」と改めたが、後に猿江村の土地を買い取って寺院のために喜捨した小松昌安という医師の母の法名妙寿尼に因んで、再度寺号を「妙寿寺」と改称した。猿江村への移転後は猿江稲荷神社の別当寺を兼ねることなり、村民から深い尊崇を受けた。1691年（元禄4年）には、稲荷神社を合併して寺域を拡大した。妙寿寺では1世本光院日受を開基、2世信入院日崇を開山として扱っている。
妙寿寺は1923年（大正12年）の関東大震災で大きな被害を受け、日蓮真筆とされる「御本尊」（十界曼荼羅）及び日蓮像を除いたほとんどの什物や過去帳、文献などを焼失し、本堂などの堂宇もすべて失った。その年の12月に、東京府北多摩郡千歳村大字烏山字大野久保（現在の世田谷区北烏山5丁目）に土地を購入し、1924年（大正13年）に墓地の新設許可、1927年（昭和2年）には寺院の移転許可を受けている。同じく1927年（昭和2年）には東京市麻布区飯倉狸穴町（現在の港区麻布台2丁目）にあった蓮池藩鍋島家の建物を譲り受け、仮本堂を兼ねた庫裏として移築した。さらに妙寿寺と同じく日崇開山と伝わる本所吾妻橋の清雄寺から譲り受けた建物を仮本堂とし、1929年（昭和4年）に移転が完了して落慶式を執り行った。
世田谷区北烏山2丁目から6丁目一帯には、さまざまな宗派の寺院が集まった「烏山寺町」と呼ばれる地域がある。烏山寺町には、1923年（大正12年）から1955年（昭和30年）にかけて合わせて26の寺院が移転してきて、緑豊かな環境と寺院の建築が調和を見せる街並みが形成された。妙寿寺は烏山寺町に最も早く移転した寺院の1つである。2008年（平成20年）12月25日、客殿が世田谷区指定有形文化財となっている。

## 境内と文化財

### 建物・墓地など
妙寿寺は、旧境内にあった墓地や関東大震災の被害に遭って破損した梵鐘なども併せて移された。移された墓の中には、心学者として知られる中沢道二のものがある。中沢道二は京都西陣の機織りの家の出で、後に家業を断念して石田梅岩や手島堵庵の教えを受けた。その後江戸に出て、1779年（安永8年）に日本橋塩町に心学の学舎「参前舎」を開き、ここを拠点として石門心学の普及に努めた。中沢の石門心学は庶民だけでなく、江戸幕府の老中松平定信や本多忠籌（陸奥国泉藩藩主）や戸田氏教（美濃国大垣藩藩主）などの大名などにも広がり、江戸の人足寄場における教諭方も務め、1803年（享和3年）に没した人物である。境内墓地には、中沢の他に川島正次郎（元自由民主党副総裁）や大関楯山を始めとする7人の関取の墓も存在する。
梵鐘は、7世蓮成院日悟の時代、1719年（享保4年）に鋳造されたものである。関東大震災による被害で猛火に包まれたため破損し、境内に置かれた状態となっている。作者は近江国生まれの鋳物師、太田近江大掾藤原正次という人物で、代々「六右衛門」を通称としたため「釜六」という別名でも知られる。釜六の代表作としては、両国回向院の銅造阿弥陀如来像が挙げられる。世田谷区内でも、九品仏浄真寺の茶釜、豪徳寺の梵鐘、源正寺の天水桶などがある。
妙寿寺の本堂は、移転時から使われてきた旧本堂を解体して1984年（昭和59年）に建築したものである。本堂については、1989年（平成元年）に落慶5周年法要が行われたのを始め、1994年（平成6年）、1999年（平成11年）、2003年（平成15年）、2008年（平成20年）にそれぞれ記念法要が行われた。

#### 妙寿寺客殿について
客殿は木造2階建（一部平屋）、入母屋造（一部切妻造、寄棟造）、瓦葺の近代和風住宅で延床面積は392.66平方メートルに及ぶ。構造は通用玄関や式台などがある平屋建ての東側部分と、書院造りで座敷や大広間を擁する2階建ての西側部分に分かれ、移転時に移築された建物は西側部分にあたる。この建物はもともと、麻布区飯倉狸穴町にあった蓮池藩鍋島家の住宅であった。1904年（明治37年）、当主鍋島直柔子爵は、結婚を控えた嫡男直和（1884年 - 1943年）のためにこの住宅を造った。棟札から建築着手は、同年の12月20日と判明している。
鍋島家はこの住宅を昭和2年（1927年）に妙寿寺に譲渡し、さらに翌年には飯倉狸穴町の土地もソビエト大使館（当時）に売却した。棟札には「昭和2年12月11日上棟」との記述がある。堂宇を失った妙寿寺に移築用の建物として鍋島家の住宅を仲介したのは、檀家の1人であった建築家で東京帝国大学教授の内田祥三（後に同大学の総長を務めた）とされるが、建物の詳細については長い間「鍋島様のお屋敷」とのみ伝えられていたという。
妙寿寺の増築に伴って客殿の改修の話が出たため、文化財としての指定が検討されることとなり、世田谷区が調査にあたった。その結果、蓮池藩鍋島家の住宅だったことが判明し、同家の子孫とも連絡が取れた。子孫は幼少期を過ごした住宅が残っていたことに驚き、さらに所蔵の写真からも客殿が鍋島家の住宅であったことの確認が取れた。妙寿寺の住職は「何十年も経て、お屋敷を通じ、鍋島家のご子孫の方にお会いすることができた」と、この縁に感謝していた。客殿の改修は、建築家の内田祥哉（内田祥三の次男）などが担当した。
客殿の柱には基本的に日本ツガが使われ、外壁は下見板張り、屋根は瓦葺で2階建て部分は起りのある入母屋造、式台のある平屋部分は反りを持つ入母屋造である。内玄関部分は、切妻造となっている。内部は書院造の意匠で質実にまとめられている。2階大広間（24畳）の東側に、続き間として12畳の次の間が配され、この2つの間を囲んで縁が廻らされ、腰高の高欄手摺がつけられている。2つの間は両方とも天井が高く、イスとテーブルを使った洋風の生活様式にも対応できるようにとの意図がうかがえる。妙寿寺客殿は、2008年（平成20年）12月25日に世田谷区指定有形文化財（建造物）となった。なお、客殿の内部は通常非公開となっている。

### 書画・彫刻など
妙寿寺には、関東大震災を免れて伝えられてきたものの他に、移転後に所蔵された文化財もある。寺宝としては、梵鐘の他に江戸時代に作られた日蓮聖人坐像、1276年（建治2年）日蓮真筆という十界曼荼羅、1668年（寛文8年）の日崇直筆『法華経本門八品写経』、1669年（寛文9年）の日崇直筆十界曼荼羅などを蔵する。
日蓮聖人坐像
江戸時代の作で像の高さは46.5センチメートル、寄木造、玉眼嵌入、漆塗りである。長絹をまとい左肩から袈裟をかけ、左手には檜扇、右手には経巻をとった姿である。結跏趺坐した姿で表されているが、左右どちらの足が外になっているかは衣に覆われた状態のため不明である。両手及びその持物、頭部の墨彩は後補である。この坐像は関東大震災時に焼失を免れた寺宝で、ともに移転してきたものである。この像は、1980年（昭和55年）2月7日に世田谷区が実施した社寺調査の彫刻の部で調査実施の対象となった。
法華経本門八品写経
紙本墨書で縦24センチメートル、横1531センチメートルある。妙寿寺の開山日崇直筆のもので、法華宗では法華経28品のうち従地涌出品第十五から嘱累品第二十二の8品を「本門八品」と呼び、法華経の中で最も大切な経文であるために本地本門として尊んでいる。
十界曼荼羅
紺紙金泥で縦71センチメートル、横48センチメートルある。こちらも妙寿寺の開山日崇が、宗祖日蓮の十界曼荼羅を書写したものである。十界曼荼羅は法華宗の本尊であり、一切の衆生が法華経の題目の功徳によって成仏することを表したものとされる。
日蓮大聖人旭ケ森図
伊東深水筆。紙本著色、縦70センチメートル、横50センチメートル。この絵のモデルは、妙寿寺21世三吉日照（1891年 - 1955年）である。日照は10歳のときに妙寿寺18世日誠の門に入って出家得度し、21歳のときに妙寿寺21世となった。45年間にわたって妙寿寺の住職を務め、関東大震災や第2次世界大戦時の「曼荼羅不敬事件」などの苦難を乗り越えて布教と教化に尽力した。日照のもとにはその人徳に惹かれた多くの人々が集まり、この絵の作者伊東深水もその1人であった。日照は日蓮650年忌にあたる1952年（昭和27年）、伊東に依頼してこの絵を描かせた。なお、日照の7回忌にはこの絵のデッサン（複製）が信徒に配られている。
琢玉
吉田芳明作。木彫、高さ37センチメートル、前面55センチメートル、側面25センチメートル。作者の吉田芳明（1875年 - 1943年）も伊東深水と同じく、三吉日照の友人の1人であった。1927年（昭和2年）に作られたこの像は餓鬼が玉を磨く姿を模ったもので、玉を磨くことが転じて「己を磨くこと」の謂いとされる。

## 交通アクセス
所在地
- 東京都世田谷区北烏山5丁目15番1号

交通
- 京王線千歳烏山駅北口から徒歩約20分。または千歳烏山駅北口からバス停「烏山交番前」で関東バス「久我山病院」行き乗車、バス停「寺院通4番」下車徒歩約1分[19]。
- 京王井の頭線久我山駅から徒歩約18分[19]。